# Felice Beato
Felice Beato, spesso chiamato Felix Beato (Venezia o Corfù, 1832 o 1834 – Firenze, 29 gennaio 1909), è stato un fotografo italiano naturalizzato britannico.
Fu tra i primi a scattare fotografie nell'Asia orientale e uno dei primi fotografi di guerra.
È noto anche per i suoi ritratti, vedute e panorami architettonici e naturali asiatici e mediterranei. I suoi numerosi viaggi furono lo spunto per la creazione di immagini potenti di Paesi, persone ed eventi perlopiù ignoti alla maggior parte degli Europei dell'epoca. Fotografò la ribellione indiana del 1857 e la seconda guerra dell'oppio scoppiata nell'Impero cinese nei primi esempi di quelli che verranno in seguito definiti fotografi di guerra. Il lavoro del Beato fu di ispirazione per molti altri fotografi coevi ed esercitò una significativa influenza in Giappone, dove lavorò a lungo, collaborando con altri fotografi e artisti.

## Origini e identità
Le origini e l'identità di Felice Beato sono state oggetto di lunghe discussioni e diverse supposizioni: secondo un certificato di morte scoperto nel 2009 sarebbe nato a Venezia nel 1832, morto a Firenze il 29 gennaio 1909 e sarebbe stato celibe e suddito britannico. Secondo invece le informazioni desumibili da un permesso di viaggio che Beato richiese nel 1858, sarebbe nato nel 1833 o 1834 sull'isola di Corfù, oggi territorio greco. La data del 1825 indicata da alcune fonti è probabilmente dovuta ad una confusione con il fratello Antonio Beato, anch'egli fotografo. Sicuramente nei primi anni di vita di Beato la sua famiglia risiedeva sull'isola di Corfù, all'epoca protettorato britannico. Per questi motivi Beato è stato nel tempo identificato come britannico, italiano, italo-corfiota o greco: i viaggi della sua famiglia e la situazione politica del Mar Adriatico all'inizio del XIX secolo tuttavia spiegano le tante e differenti supposizioni sorte sulla sua cittadinanza e sul luogo di nascita.
Le molte fotografie firmate «Felice Antonio Beato» e «Felice A. Beato» fecero pensare per un lungo periodo che ci fosse stato un altro fotografo di cognome Beato che avesse ripreso luoghi distanti come l'Egitto e il Giappone nello stesso periodo. Nel 1983 il professor Italo Zannier pubblicò un articolo in cui si dimostrava Antonio e Felice erano fratelli che alle volte lavoravano insieme. La confusione dovuta a queste firme continua a causare problemi nell'identificare quale dei due sia stato l'autore di una specifica immagine.

## Il Mediterraneo, la Crimea e l'India
Si conosce poco dei primi passi di Felice Beato come fotografo, sebbene pare che comprò le sue prime lenti a Parigi nel 1851. Probabilmente incontrò il fotografo britannico James Robertson a Malta nel 1850 e lo accompagnò a Costantinopoli nel 1851. Robertson era stato un incisore e sovraintendente della zecca ottomana dal 1843 e probabilmente aveva appreso l'arte fotografica negli anni quaranta. I due fotografi iniziarono a collaborare formando una coppia chiamata "Robertson & Beato" nel 1853 o l'anno successivo nel 1854 quando Robertson aprì uno studio fotografico a Pera. In occasione di spedizioni fotografiche a Malta nel 1854 o 1856 e in Grecia e Gerusalemme nel 1857 si unì a loro Antonio, il fratello di Felice. Diverse delle fotografie prodotte dallo studio negli anni cinquanta sono firmate «Robertson, Beato and Co.» e si ritiene che il «and Co.» si riferisca ad Antonio.

Interno del Secundra Bagh dopo il massacro di 2.000 ribelli da parte del 93º Reggimento Higlanders e del 4º Reggimento Punjabafter

Alla fine del 1854 o inizio 1855 James Robertson sposò la sorella di Beato, Leonilda Maria Matilda Beato, da cui ebbe tre figlie, Catherine Grace (1856-), Edith Marcon Vergence (1859-) e Helen Beatruc (1861-).
Nel 1855 Felice Beato e Robertson si recarono a Balaklava in Crimea dove scattarono un reportage della Guerra di Crimea dopo la partenza di Roger Fenton. Fotografarono la caduta di Sebastopoli nel settembre 1855, producendo circa 60 immagini.	
Nel febbraio 1858 Felice Beato giunse a Calcutta e iniziò a viaggiare nell'India settentrionale per documentare le conseguenze dei Moti indiani del 1857. In questo periodo produsse le prime immagini fotografiche di cadaveri. Si ritiene che per almeno una delle sue fotografie scattate nel palazzo di Sikandra Bagh a Lucknow fece riesumare i resti scheletrici dei rivoltosi indiani o che dispose i cadaveri in modo da aumentare l'impatto drammatico. Visitò anche le città di Delhi, Cawnpore, Meerut, Benares, Amritsar, Agra, Simla e Lahore. A Beato si unì nel luglio 1858 il fratello Antonio, che più tardi, nel dicembre 1859, lasciò l'India, probabilmente per ragioni di salute. Antonio nel 1860 era in Egitto, dove aprì uno studio fotografico a Tebe (Luxor) nel 1862..

## Cina
Nel 1860 Beato lasciò la "Robertson & Beato" di cui Robertson mantenne però l'uso della denominazione fino al 1867; successivamente venne inviato dall'India in Cina dove fotografò la spedizione militare anglo-francese durante la seconda guerra dell'oppio. Giunse a Hong Kong a marzo e fotografò la città e i suoi dintorni spingendosi fino a Canton. Le fotografie scattate dal Beato in quell'epoca risultano tra le prime scattate in Cina, dove era stato preceduto nel 1859 da un altro fotografo italiano, il calotipista padovano Giacomo Caneva
Durante la permanenza a Hong Kong conobbe Charles Wirgman, artista e corrispondente dell'Illustrated London News., con il quale seguì la spedizione anglo-francese nella marcia verso Nord alla baia di Dalian, quindi a Pehtang e ai Forti Taku alla bocca dell'Peiho, poi a Pechino al Palazzo d'Estate di Yiheyuan, le cui illustrazioni a firma di Wirgman e di altri pubblicate dall'Illustrated London News furono spesso ispirate a scatti del Beato.

### Fortezze Taku

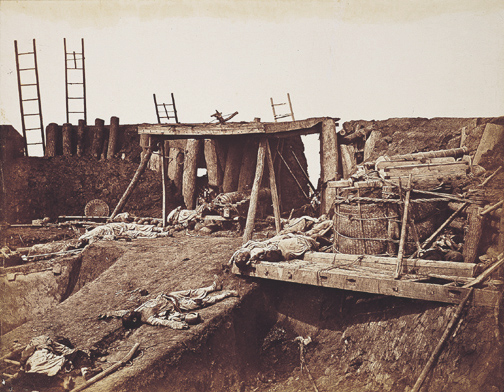
Interior of Angle of North Fort Immediately after Its Capture, 21 agosto 1860

Le fotografie di Beato della seconda guerra dell'oppio furono le prime a documentare una campagna militare nel suo svolgimento, mediante una sequenza di immagini datate e correlate. Le sue fotografie dei Forti Taku rappresentano questo approccio su una scala ridotta e sono una ricreazione narrativa della battaglia. La sequenza di immagini mostra l'avvicinamento ai forti, l'effetto dei bombardamenti sui muri esterni e sulle fortificazioni e infine la devastazione all'interno dei forti, inclusi i cadaveri dei soldati cinesi. In realtà le fotografie non furono scattate in quest'ordine, dato che Beato dovette scattare immediatamente le foto dei cadaveri, prima che fossero rimossi, solo dopo averlo fatto fu libero di riprendere le altre viste interne ed esterne dei forti. Negli album dell'epoca queste fotografie sono ordinate in modo da ricreare la sequenza della battaglia.
Le immagini dei cinesi morti - non fotografò mai corpi di britannici o francesi - e la sua maniera di produrle rivelano gli aspetti ideologici del suo fotogiornalismo. Il dottor David F. Rennie, membro della spedizione, annotò nelle sue memorie della campagna: «Camminai sugli spalti del lato occidentale. Questi erano fitti di cadaveri - nell'angolo nord-occidentale ne giacevano tredici in gruppo attorno a un cannone. Il signor Beato era lì grandemente eccitato, definendo il gruppo come "bello" e pregando di non interferire fino a che non avesse potuto immortalarlo con il suo apparato fotografico, cosa che portò a termine in pochi minuti…". Le fotografie che ne risultarono sono una potente rappresentazione del trionfo militare e del potere imperialista britannico, perlomeno per gli acquirenti delle sue foto: soldati britannici, amministratori coloniali, mercanti e turisti. Nel Regno Unito le immagini di Beato vennero utilizzate per giustificare la guerra dell'oppio (e altre guerre coloniali) e contribuirono a plasmare l'opinione pubblica sulle culture orientali.

### Il Palazzo d'Estate

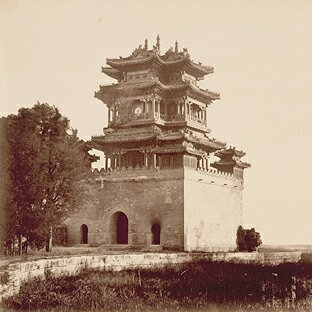
Belvedere del dio della letteratura, Palazzo d'Estate, prima della sua distruzione

Appena fuori Pechino Beato scattò fotografie del Palazzo d'Estate, Yiheyuan (letteralmente "Giardino dell'armonia coltivata"), una proprietà privata dell'imperatore della Cina che comprendeva padiglioni, templi, un grande lago artificiale e giardini. Alcune di queste fotografie, scattate tra il 6 e il 18 ottobre 1860, sono immagini uniche di palazzi che vennero saccheggiati e incendiati dalla Prima Divisione Britannica per ordine di lord Elgin come rappresaglia contro la tortura e uccisione di venti membri di un gruppo diplomatico Alleato. Tra le ultime fotografie scattate da Beato in Cina in questo periodo ci sono ritratti di Lord Elgin, arrivato a Pechino per firmare la convenzione di Pechino e del principe Kung che firmò in rappresentanza dell'imperatore Xianfeng.
Beato ritornò in Inghilterra nel novembre 1861 e durante l'inverno vendette quattrocento sue fotografie dell'India e della Cina a Henry Hering, un fotografo di ritratti commerciali londinese. Hearing li fece duplicare e li rivendette. Quando furono vendute per la prima volta furono offerte a 7 scellini per ogni foto, mentre la serie completa dell'India venne venduta a 54 sterline e quella completa della Cina a 37 sterline. Per mettere questo dato in prospettiva si tenga conto che nel 1867 il reddito procapite medio in Inghilterra nel Galles era aumentato fino a 32 sterline l'anno.

## Giappone
Nel 1863 Beato si era spostato a Yokohama in Giappone, unendosi a Charles Wirgman, che vi era arrivato nel 1861. I due, negli anni 1864 - 1867, formarono una società chiamata "“Beato & Wirgman, Artists and Photographers". Wirgman produsse nuovamente illustrazioni derivate dalle fotografie di Beato, mentre Beato fotografò alcuni degli schizzi e altri lavori di Wirgman. Le fotografie giapponesi di Beato includono ritratti, panorami, vedute cittadine e una serie di fotografie che documentano le scene e i siti lungo la strada del Tokaido, quest'ultima serie che richiama gli ukiyo-e di Hiroshige e Hokusai. Questo fu un momento significativo per fotografare il Giappone, poiché l'accesso agli stranieri al Paese (e al suo interno) era grandemente controllato e limitato dallo shōgunato. Le immagini di Beato sono rimarchevoli non solo per la loro qualità, ma per la rarità di viste fotografiche del periodo Edo.

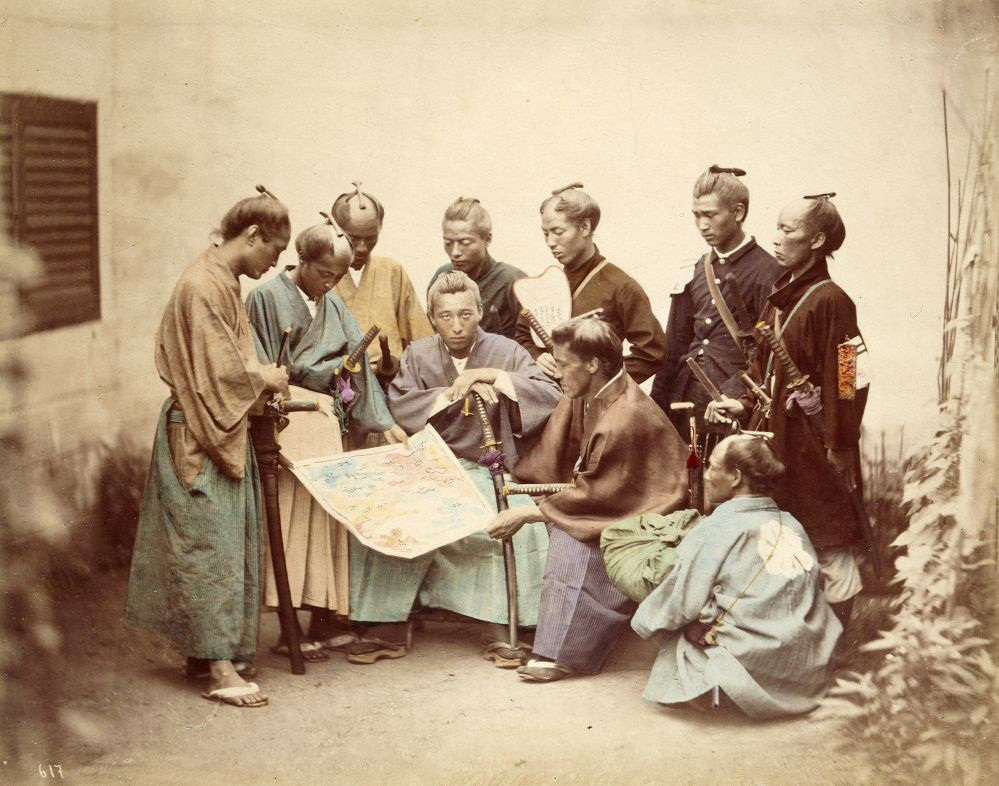
Samurai del clan Satsuma durante la guerra Boshin (1868-1869)

Mentre si trovava in Giappone Beato fu molto attivo. Nel settembre 1864 fu un fotografo ufficiale della spedizione militare a Shimonoseki. Negli anni successivi produsse diverse viste di Nagasaki e dei suoi dintorni. Dal 1866 fu spesso caricaturato (gentilmente) sul Japan Punch, fondato e curato da Wirgman. Quando nell'ottobre 1866 un incendio distrusse la maggior parte di Yokohama, Beato perse il suo studio e i suoi negativi e trascorse i due anni successivi lavorando vigorosamente per rimpiazzare il materiale. Il risultato furono due volumi di fotografie Native Types, contenenti 100 ritratti e lavori di genere e Views of Japan, contenenti 98 panorami e viste cittadine. Beato colorò a mano molte fotografie in studio, applicando con successo alla fotografia europea le raffinate tecniche giapponesi dell'acquerello e della xilografia. Dal 1869 al 1877, non più in società con Wirgman, gestì un suo proprio studio a Yokohama, chiamato "F. Beato & Co., Photographers" con un assistente chiamato H. Woolett, quattro fotografi e quattro artisti giapponesi. Probabilmente Kusakabe Kinbei fu tra gli artisti-assistenti prima di diventare fotografo in proprio. Beato collaborò con Ueno Hikoma e altri, forse insegnando la fotografia al barone Raimund von Stillfried.
Nel 1871 Beato fu il fotografo ufficiale della spedizione navale statunitense dell'ammiraglio Rodgers in Corea. Le viste riprese da Beato in questo viaggio sono tra le prime foto confermate delle foto del Paese e dei suoi abitanti.
Mentre si trovava in Giappone, Beato non limitò le sue attività alla fotografia, ma intraprese anche diverse avventure finanziarie. Tra le altre cose possedette terreni e diversi studi, fu un consulente immobiliare, possedette interessi finanziari nel Grand Hotel di Yokohama e fu commerciante di tappeti di importazione e di borsette da donna. Comparve diverse volte in tribunale, sia come difensore, sia come accusato che come testimone. Il 6 agosto 1873 venne nominato Console Generale per la Grecia in Giappone.
Nel 1877 Beato vendette la maggior parte delle sue foto alla ditta Stillfried & Andersen, che si trasferì nel suo studio. A loro volta Stillfried & Andersen le vendettero a Adolfo Farsari nel 1885. Dopo la vendita a Stillfried & Andersen, Beato apparentemente si ritirò per alcuni anni dalla fotografia concentrandosi sulle sue carriere parallele di speculatore finanziario e commerciante. Il 29 novembre 1884 Beato lasciò il Giappone, arrivando infine a Porto Said in Egitto. In un giornale giapponese venne riportato che aveva perso tutto il suo denaro alla borsa dei cambi dell'argento di Yokohama.

## Ultimi anni

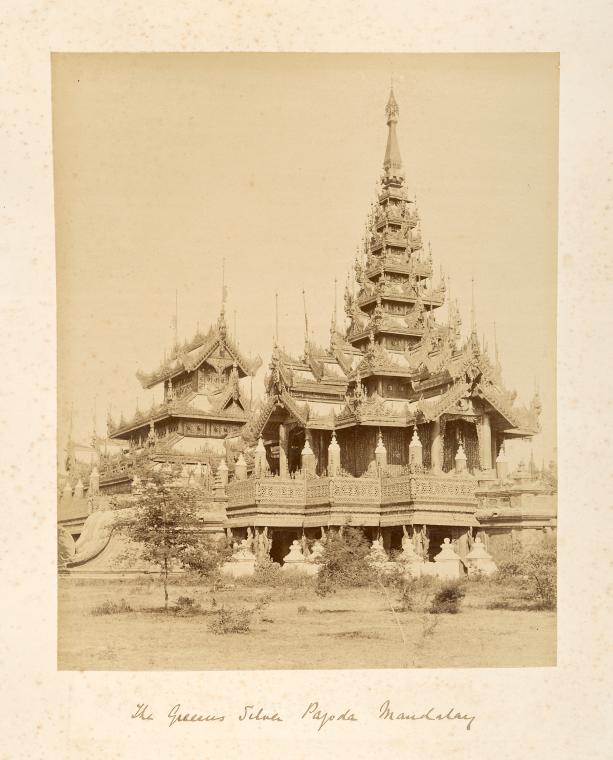
La Pagoda d'Argento della Regina, Mandalay, 1889 circa

Dal 1884 al 1885 Beato fu il fotografo ufficiale della spedizione condotta dal barone (e futuro visconte) Garnet Wolseley a Khartoum in Sudan in soccorso del generale Charles George Gordon. Nessuna delle fotografie scattate da Beato in Sudan è giunta fino ai nostri giorni.
Nel 1886, ritornato per un breve periodo nel Regno Unito, Beato tenne delle lezioni sulle tecniche fotografiche alla London and Provincial Photographic Society. Ma nel 1888 era nuovamente in Asia a fotografare, questa volta in Birmania, dove dal 1896 gestì uno studio fotografico (chiamato "The Photographic Studio") così come un commercio di mobili e curiosità in Mandalay, con una sede secondiaria a Rangoon. Esempi del suo catalogo postale - contenenti foto delle mercanzie offerte scattate da Beato - sono in possesso di almeno due collezioni fotografiche. Le informazioni sui suoi ultimi anni sono vaghe quanto quelle dei suoi primi anni; Beato potrebbe aver lavorato o meno dopo il 1899, ma nel gennaio 1907 la sua compagnia "F. Beato Ltd" venne liquidata.
Trasferitosi a Firenze, vi muore nel 1909.

## Beato e la fotografia
La fotografia del XIX secolo spesso mostra le limitazioni della tecnologia usata, ma Felice Beato riuscì a lavorare con successo e anche a trascendere queste limitazioni. Produsse soprattutto stampe all'albumina da lastre in vetro al collodio umido. A parte le considerazioni estetiche, i lunghi tempi di esposizione necessari per questo processo devono essere stati un ulteriore stimolo per Beato per inquadrare e posizionare accuratamente i soggetti delle sue fotografie. Oltre ai ritratti, spesso mise in posa gli abitanti locali in modo tale da far risaltare i soggetti architetturali o topografici delle sue immagini; ma a volte le persone (e altri oggetti in movimento) sono rese come una massa indistinta o scompaiono del tutto a causa dei lunghi tempi di esposizione. Questa è una caratteristica comune delle fotografie del XIX secolo.
Come altri fotografi commerciali Beato spesso produsse copie dei suoi originali. L'originale veniva rifotografato producendo un secondo negativo dal quale produrre ulteriori stampe. Gli spilli utilizzati per fermare l'originale sono alle volte visibili nelle copie. Nonostante le limitazioni di questo metodo, tra cui la perdita di dettagli e la degradazione di altri elementi fotografici, era un modo efficace ed economico per duplicare le immagini.
Beato fu un pioniere delle tecniche di colorazione a mano delle fotografie e della realizzazione di panorami. Potrebbe aver iniziato a colorare a mano le fotografie su suggerimento di Wirgman o potrebbe aver visto le fotografie colorate a mano dei suoi soci Charles Parker e William Parke Andrew. Qualunque sia stata l'ispirazione i panorami colorati di Beato sono delicati e naturali e i suoi ritratti colorati, sebbene presentino tinte più forti rispetto ai panorami sono anch'essi eccellenti.. Oltre alla produzione di viste a colori, Beato lavorò sulla rappresentazione di grandi soggetti, in modo da dare un'idea della loro vastità. Tutta la carriera di Beato è segnata da spettacolari panorami, che produsse scattando e unendo esposizioni contigue di uno stesso paesaggio, ricreando pertanto una vista molto larga orizzontalmente. La versione completa del panorama di Pehtang comprende nove fotografie unite insieme quasi perfettamente per una lunghezza totale di 2,5 metri.

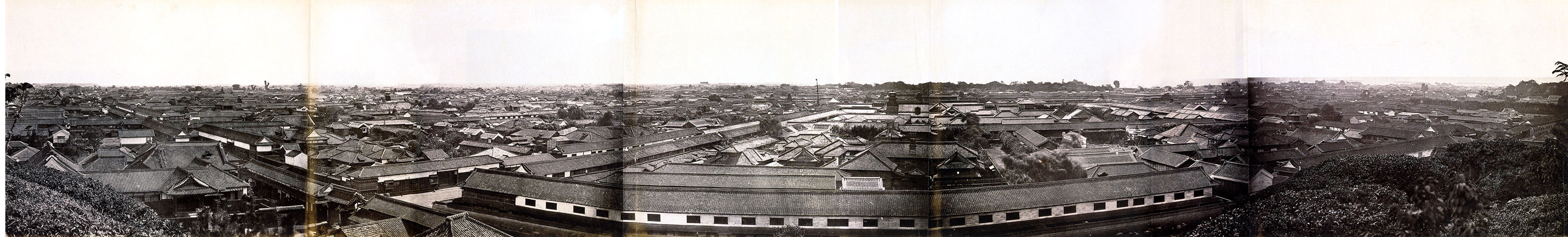
Foto panoramica di Edo (ora Tokyo), 1865 o 1866, formata dall'unione di cinque stampe all'albumina

Le firme che condivise con suo fratello non sono state l'unica difficoltà nell'attribuzione delle immagini di Felice Beato. Quando Stillfried & Andersen comprarono le fotografie di Beato seguirono la comune pratica dei fotografi commerciali del XIX secolo di rivendere le fotografie sotto il proprio nome. Questi (e altri) alterarono le immagini di Beato aggiungendo numeri, nomi e altre iscrizioni associate con la loro ditta nei negativi o nella stampa o sulla montatura. Stillfried & Andersen produssero copie colorate a mano di molte immagini non colorate da Beato. Tutti questi fattori hanno fatto erroneamente attribuire molte fotografie di Beato a Stillfried & Andersen. Fortunatamente Beato scrisse didascalie sul retro delle stampe di molte sue fotografie, con grafite o inchiostro. Quando queste fotografie sono montate le didascalie possono ancora essere viste attraverso il fronte dell'immagine ed essere lette con l'ausilio di uno specchio. Per cui oltre ad aiutare nella datazione e nell'identificazione del soggetto dell'immagine, queste didascalie forniscono un metodo per attribuire queste fotografie a Beato.